# Ochrota innominata
Ochrota innominata là một loài bướm đêm thuộc phân họ Arctiinae, họ Erebidae.